# Schinia rivulosa

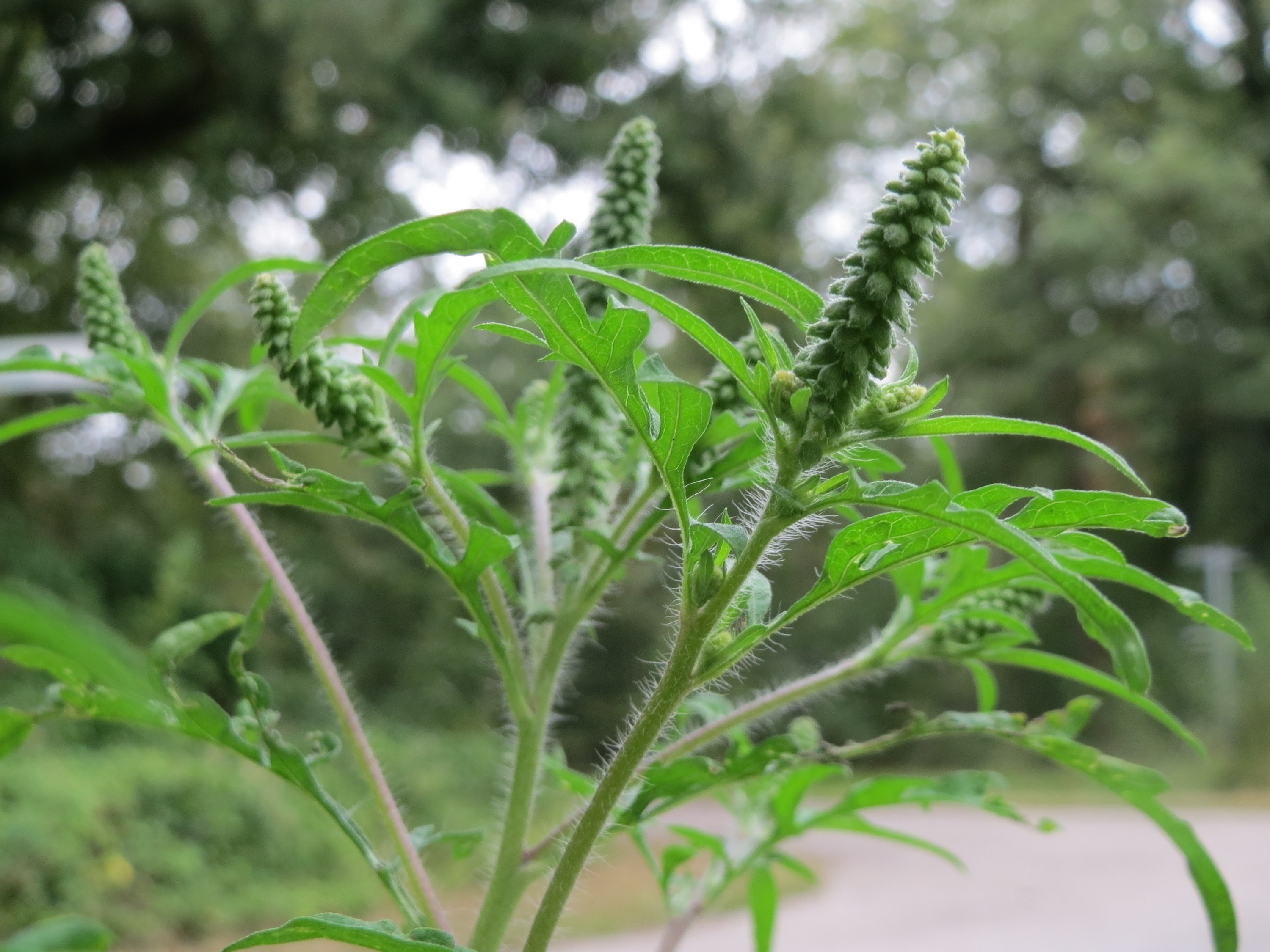
Beifußblättriges Traubenkraut, die Hauptnahrung der Raupen

Schinia rivulosa ist ein in Nordamerika vorkommender Schmetterling (Nachtfalter) aus der Familie der Eulenfalter (Noctuidae). 

## Merkmale

### Falter
Die Falter erreichen eine Flügelspannweite von 25 bis 31 Millimetern. Zwischen den Geschlechtern besteht farblich kein Unterschied. Die Grundfarbe der Vorderflügeloberseite weist eine Vierteilung auf. Basal- und Postdiskalregion sind dunkelbraun, die Diskalregion ist hell graubraun und die Submarginalregion ist dunkel graubraun. Ring- und Nierenmakel sind nicht erkennbar. Die innere Querlinie ist weiß gefärbt und umschließt die Basalregion halbkreisförmig. Die ebenfalls weiße äußere Querlinie trennt die Diskal- von der Postdiskalregion und verläuft nahe am Innenrand bogenförmig. Die Wellenlinie ist weißlich gefärbt und zeigt einen geraden Verlauf. Die Hinterflügeloberseite ist zeichnungslos graubraun.

### Raupe
Ausgewachsene Raupen haben eine olivgrüne bis gelblich grüne Farbe. Die Rückenlinie ist dunkelgrün. Auffällig sind auf jedem Körpersegment dunkelbraune, Richtung Körperende verlaufende schräge Flecke. Im gelblichen Seitenstreifen befinden sich weiße, schwarz umrandete Stigmen.

### Ähnliche Arten
- Die Falter von Schinia arcigera unterscheiden sich durch den nahezu geraden Verlauf der äußeren Querlinie und das Fehlen einer Wellenlinie auf der Vorderflügeloberseite sowie die gelbliche Färbung der Basalregion auf der Hinterflügeloberseite.
- Die Falter von Schinia thoreaui unterscheiden sich durch den spitzwinkeligen Verlauf der inneren Querlinie und die generell nur schwache Ausbildung der weißen Querlinien auf der Vorderflügeloberseite.
- Die Falter von Schinia sexplagiata unterscheiden sich durch ein farblich insgesamt helleres Gesamterscheinungsbild, im Besonderen durch die stark Richtung Saum gebogene äußere Querlinie auf der Vorderflügeloberseite.
- Die Falter des Mehlzünslers (Pyralis farinalis) sind meist kleiner, haben schmalere Vorderflügel und auf der Vorderflügeloberseite eine breitere hellbraune Diskalregion im Vergleich zu Schinia rivulosa. Eine Wellenlinie fehlt.

## Verbreitung und Vorkommen
Schinia rivulosa kommt im Südosten Kanadas sowie im Osten und der Mitte der Vereinigten Staaten, im Süden bis Florida vor. Die Art bewohnt hauptsächlich karge Felder, auf denen die Wirtspflanze wächst.

## Lebensweise
Die Falter sind nachtaktiv. Sie fliegen in einer Generation zwischen Juli und Oktober. Ihre Hauptflugzeit umfasst die Monate August und September. Nachts besuchen sie künstliche Lichtquellen. Die Raupen leben an Traubenkräutern (Ambrosia), in erster Linie an Beifußblättrigem Traubenkraut (Ambrosia artemisiifolia).